# Sønderhald
Sønderhald is een voormalige gemeente in Denemarken. Bij de herindeling van 2007 werd de gemeente opgedeeld tussen Randers en Norddjurs.
De oppervlakte bedroeg 137,81 km². De gemeente telde 8503 inwoners waarvan 4341 mannen en 4162 vrouwen (cijfers 2005).
Zetel van de gemeente was in Auning.